# Ashendon
Ashendon är en ort och civil parish i Storbritannien.   Den ligger i kommunen Buckinghamshire och riksdelen England, i den södra delen av landet, 70 km nordväst om huvudstaden London. Ashendon ligger 147 meter över havet och antalet invånare är 248.
Terrängen runt Ashendon är huvudsakligen platt. Ashendon ligger uppe på en höjd. Runt Ashendon är det ganska tätbefolkat, med 192 invånare per kvadratkilometer. Närmaste större samhälle är Aylesbury, 11,3 km öster om Ashendon. Trakten runt Ashendon består till största delen av jordbruksmark.